# Proterosuchidae
Proterosuchidae – rodzina drapieżnych archozauromorfów z grupy Archosauriformes. Najwcześniejszym znanym przedstawicielem jest Archosaurus rossicus z końca permu Rosji. Jego skamieniałości wykazują co najmniej jedną cechę diagnostyczną Archosauriformes – obecność okna przedoczołowego. Większość dużych drapieżników późnego permu, takich jak gorgonopsy i Titanosuchidae, wymarła podczas wielkiego wymierania permskiego, jednak proterozuchidy przetrwały do wczesnego triasu. W tym okresie były już jednak rzadkie i wymarły ostatecznie pod koniec anizyku.
Proterozuchidy były stosunkowo niewielkimi, smukłymi zwierzętami. Najlepiej poznany przedstawiciel tej grupy, Proterosuchus z wczesnego triasu RPA, mierzył około 1,5 m długości i prowadził półwodny tryb życia. Polował prawdopodobnie na niewielkie terocefale, dinocefale i Procolophonidae. Miał krótkie i rozstawione na boki kończyny. U proterozuchidów nie występował czwarty krętarz – cecha charakterystyczna dla wszystkich bardziej zaawansowanych Archosauriformes.
W 1933 roku Alfred Romer zaklasyfikował Proterosuchidae do grupy Eosuchia, zaliczanej obecnie do lepidozauromorfów, jednak w późniejszych pracach klasyfikował je wewnątrz Archosauria. Obecnie są uznawane za najbardziej bazalnych przedstawicieli Archosauriformes (Archosauria sensu Benton, 1999). Niektóre analizy filogenetycznej sugerują, że mogą być grupą parafiletyczną.